# 龍大淵
龍大淵（？—1168年），宋朝政治人物。

## 生平
紹興三十年（1160年）宋孝宗为建王時與曾覿同為内知客，因善於察言觀色，深得建王歡心。孝宗即位後官至知閣門事，江東總管，與曾覿怙寵依勢，號稱“曾龍”。曾出使金國。乾道三年（1167年）參知政事陳俊卿彈劾龍大淵與曾覿洩漏機密，孝宗將曾、龍兩人驅逐出朝。次年，卒於任上。

## 著作
著有《古玉圖譜》一百卷，全書分〈國寶部〉、〈壓勝部〉、〈輿服部〉、〈文房部〉、〈燻燎部〉、〈飲食部〉、〈彝器部〉、〈音樂部〉、〈陳設部〉九大部份。